# Aeshna
Aeschna, Libellula (Aeschna) · æschne
Genre
Synonymes
- Aeschna
- Libellula (Aeschna)

Aeshna (æschne en français) est un genre de libellules de la famille des Aeshnidae (sous-ordre des Anisoptères, ordre des Odonates). Il comprend 33 espèces vivantes et 24 espèces fossiles.

## Étymologie
L'entomologiste Danois Johan Christian Fabricius du XVIIIe siècle est à l'origine du nom Aeshna. Ce nom pourrait être le résultat d'une erreur d'orthographe du grec ancien : Aechma qui signifie « lance ». Dans le passé, l'orthographe Aeschna a été utilisée par intermittence mais aujourd'hui, on s'accorde sur le nom originel d'Aeshna, les noms dérivés, comme Rhionaeschna, conservant l'orthographe «sch».

## Caractéristiques
Les Aeshna sont de grandes libellules d'une envergure de 8 à 11 cm. Elles ont l'abdomen et le thorax brun ou gris-brun et possèdent des striations bleues, vertes, jaunes ou encore une dégradation de ces trois couleurs. Une variation de ces tons peut subvenir chez les individus d'une même espèce. Ils ont également une tache en forme de « T » sur le haut de la face, à la rencontre des yeux. Toutes les Aeshna ont deux bandes sur chaque côté du thorax et deux autres bandes sur le dessus de celui-ci, entre la tête et les muscles d'attachement des ailes. Deux rangées de points traversent verticalement l'entièreté de l'abdomen. Ces motifs sont à l'origine du nom anglais Mosaic Darner.

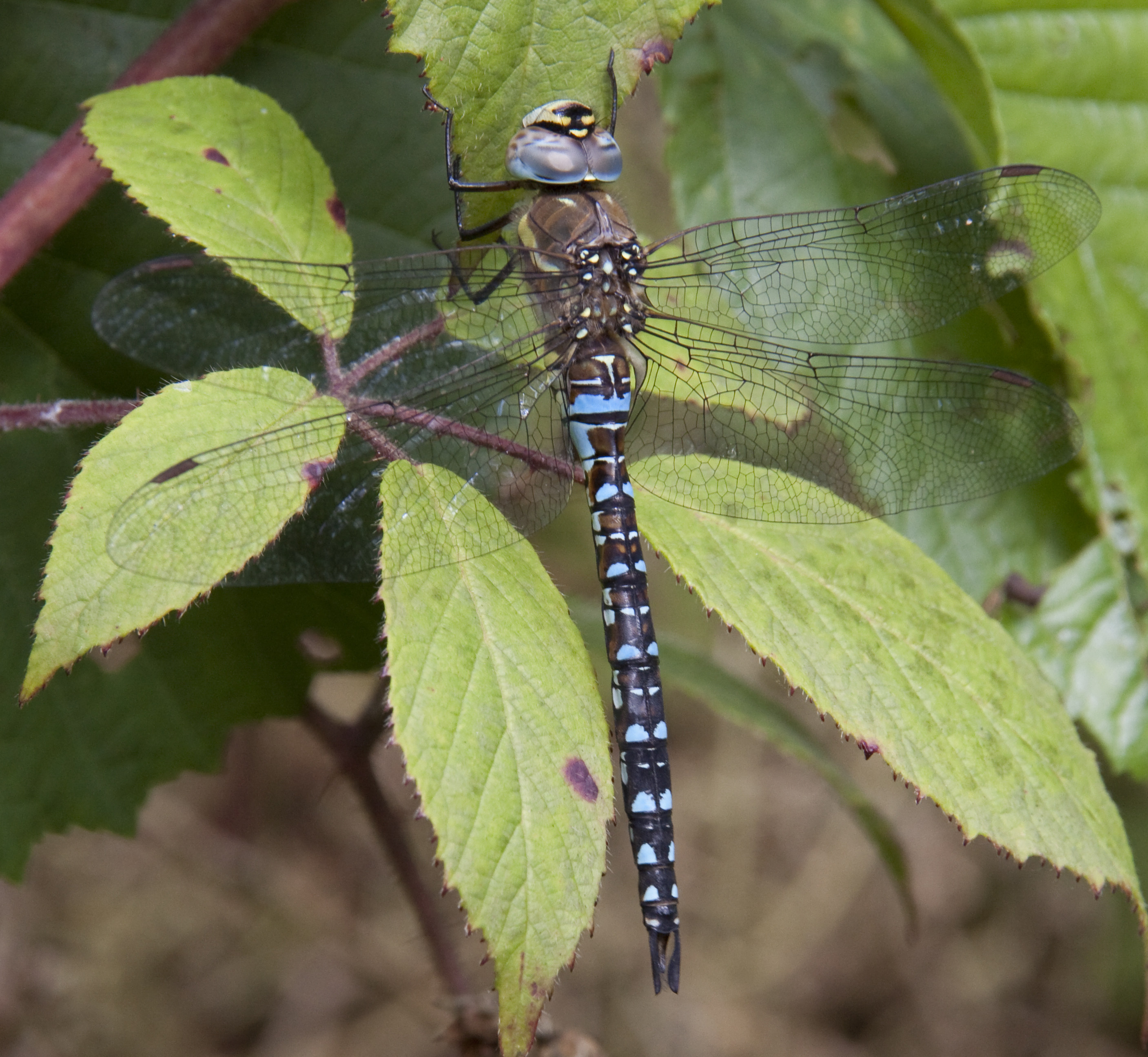
Corps d'Aeshna.
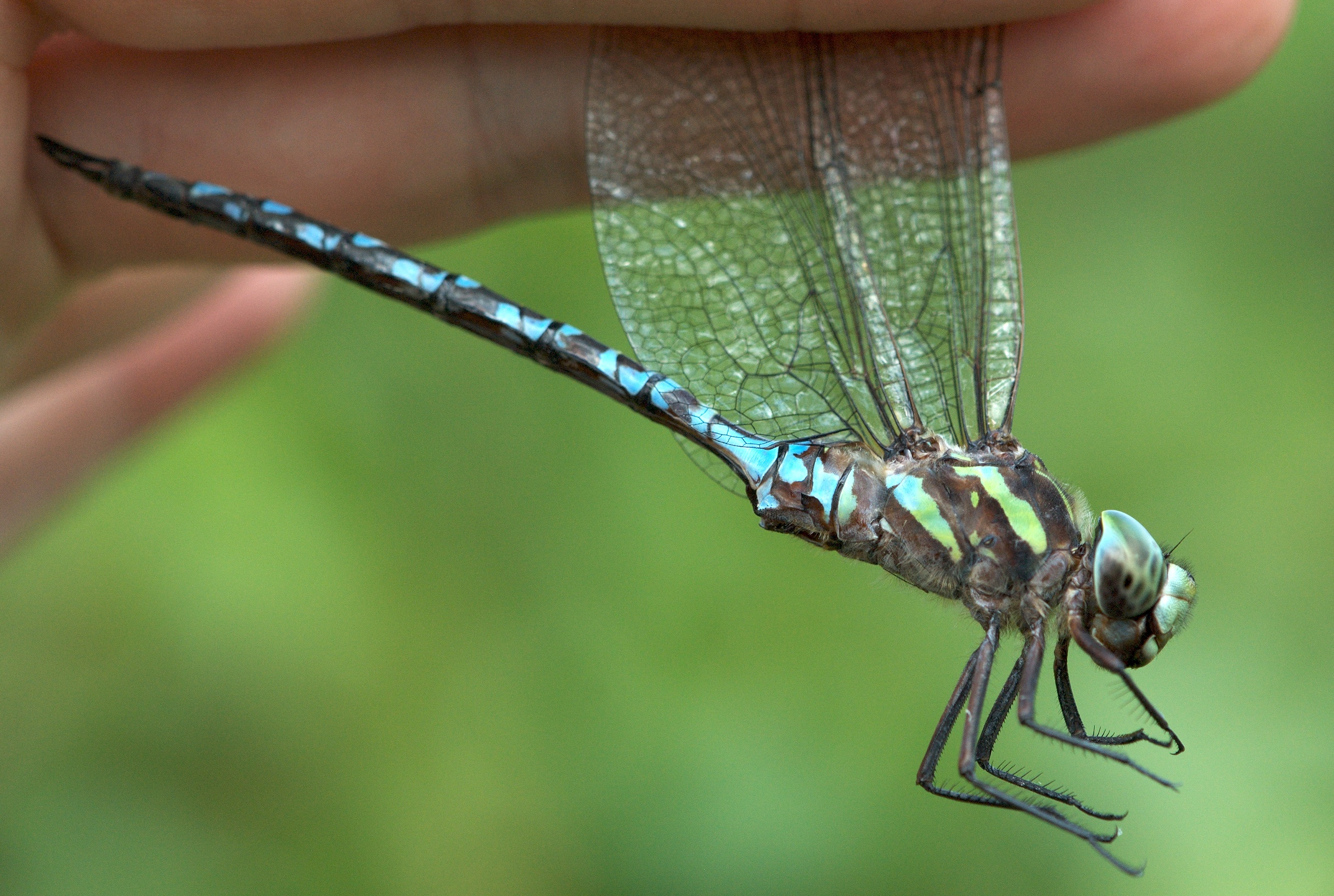
Bandes thoraciques.
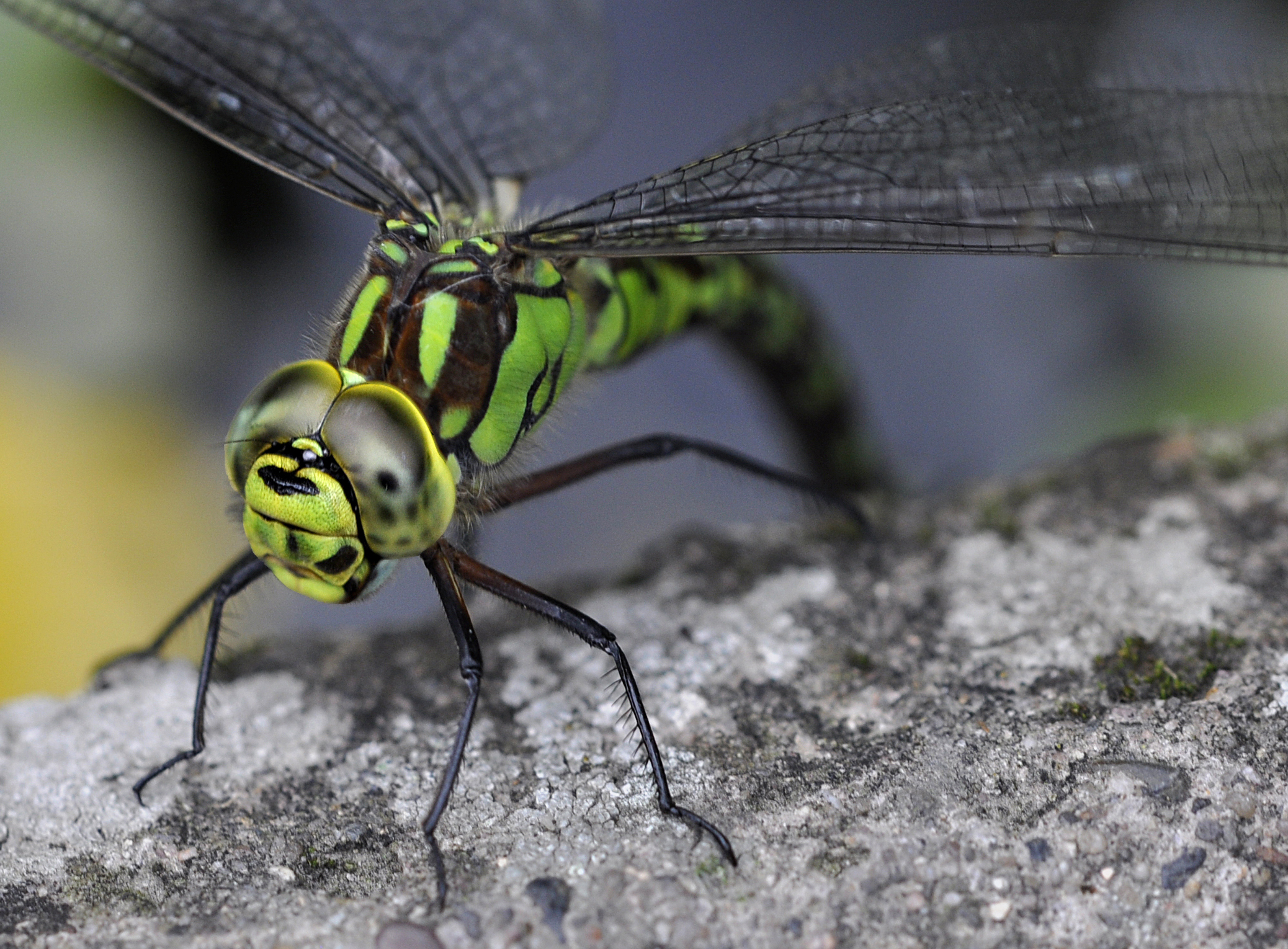
Tache en forme de «T».

## Reproduction
Les mâles possèdent des appendices abdominaux (cerques) qui sont utilisés pour retenir la femelle lors de l'accouplement. On retrouve deux types d'appendices : les cerques relativement étroits et recourbés (de l'anglais : Paddle-type) et les cerques plus élargis, se terminant par deux dents (de l'anglais : Wedge-type).

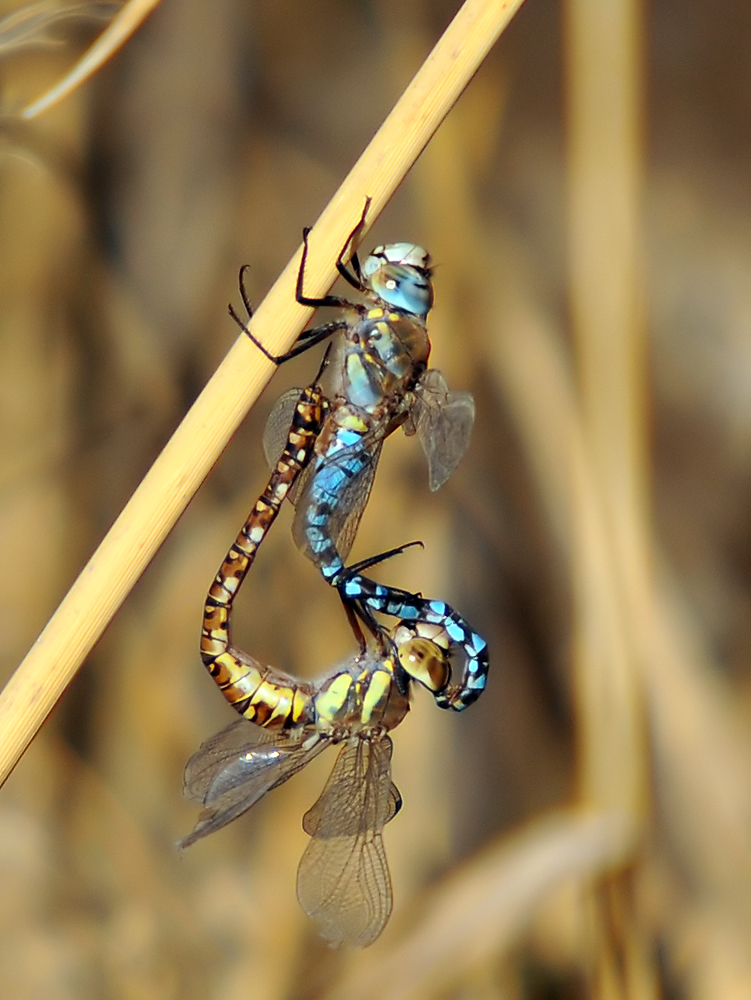
Dimorphisme sexuel chez Aeshna - Aeshna mixta.

Chez les odonates, les mâles et femelles présentent des colorations distinctes. Étant des insectes très visuels, les libellules reconnaissent le dimorphisme sexuel, les différences dans le vol et tout autre variation au niveau comportemental.
Lors de la période de reproduction, les mâles se retrouvent en grand nombre près des sites de ponte. Ils sont territoriaux et pourchassent farouchement les intrus. Les femelles se tiennent à proximité, dans des refuges qui les protègent du harcèlement des mâles. Lorsqu'une femelle est prête à se faire accoupler, elle quitte cet endroit et vole vers un lieu de reproduction. Au site, elle se fera saisir par l'un d'eux ou encore par un groupe de mâles. Après l'accouplement, la femelle ira pondre ses œufs dans l'eau ou encore à l'intérieur des tiges ou des feuilles de plantes aquatiques à l'aide de son ovipositeur adapté.

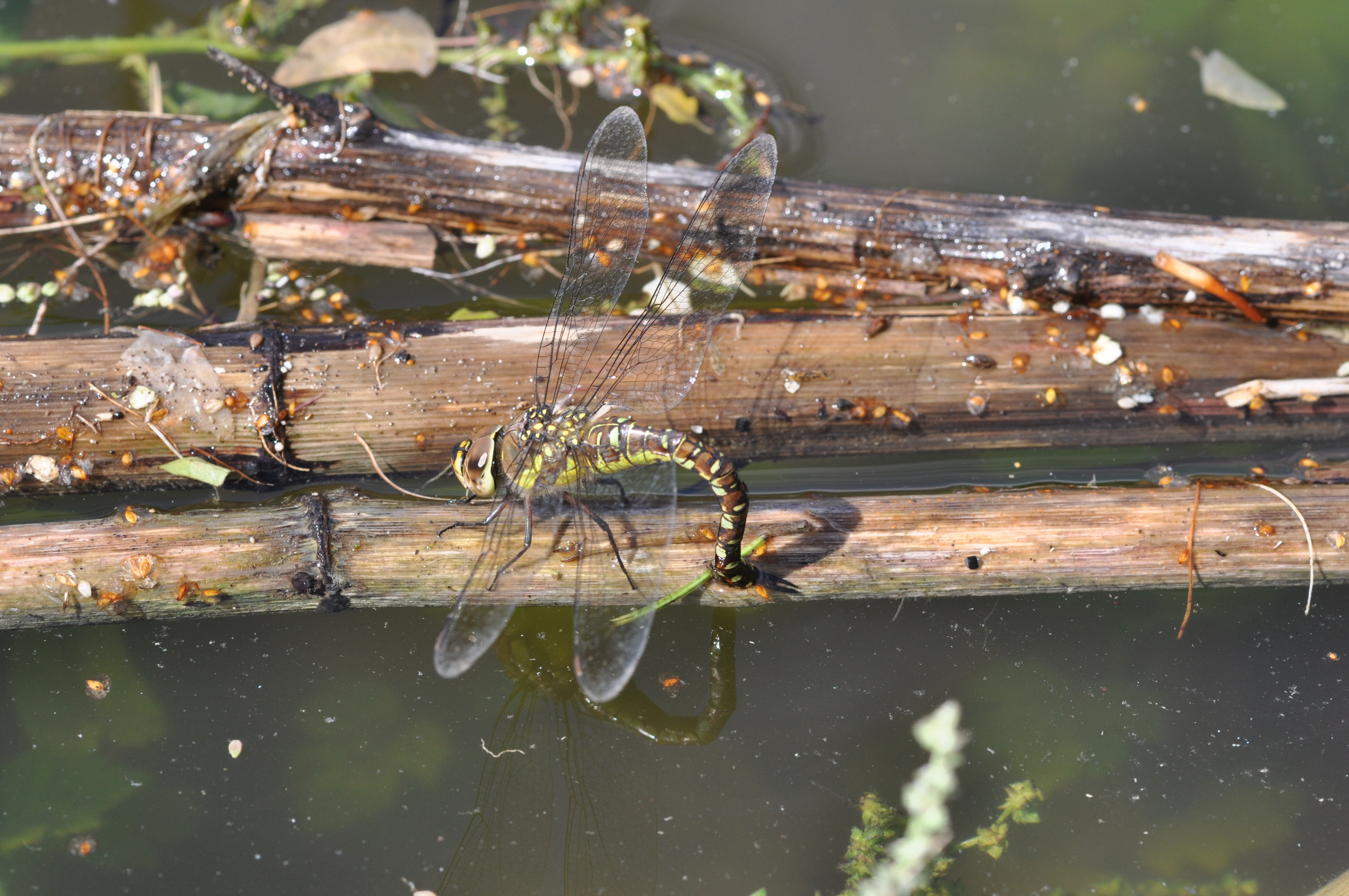
Ponte d' Aeshna mixta.
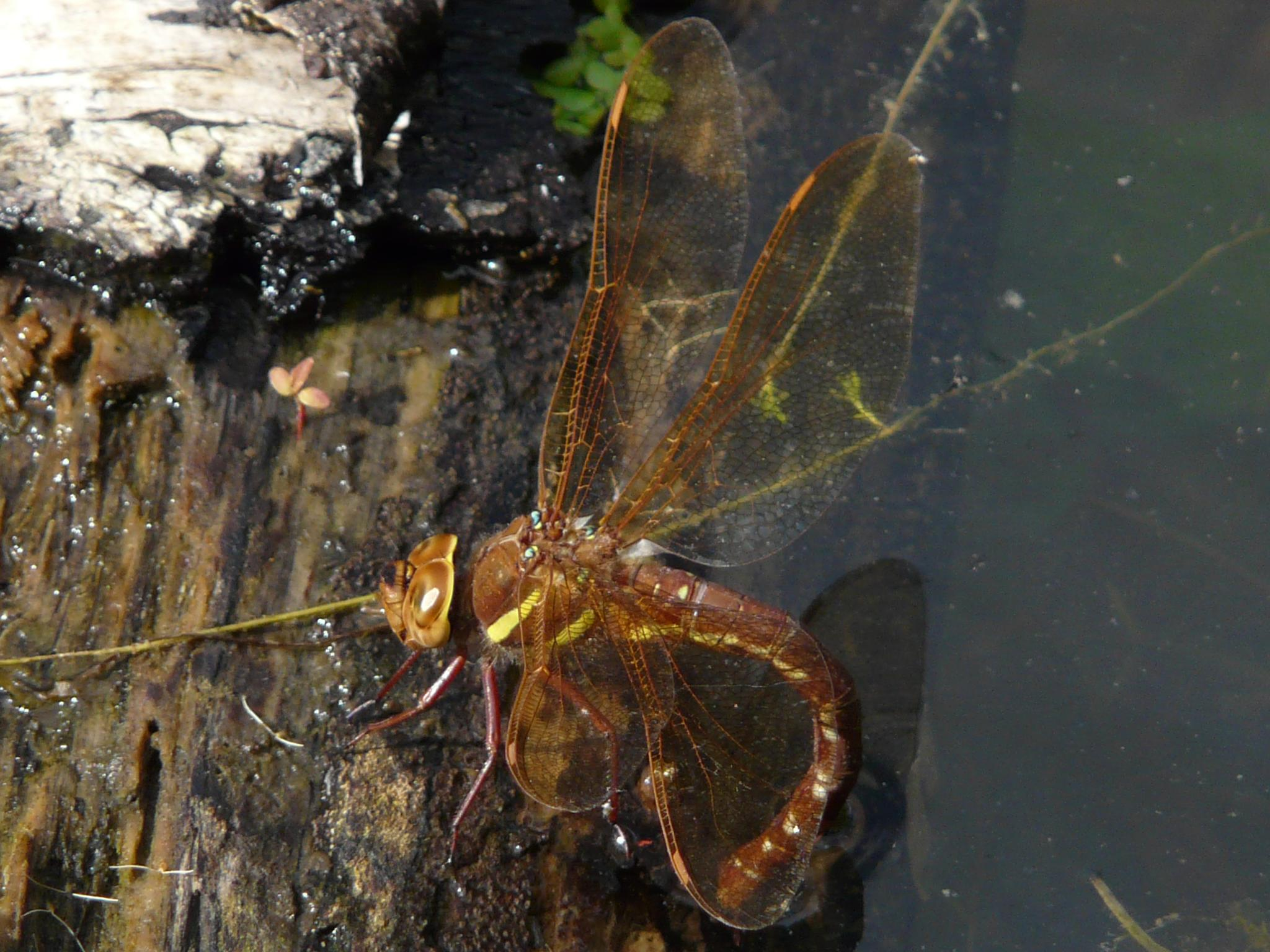
Ponte d'Aeshna grandis.
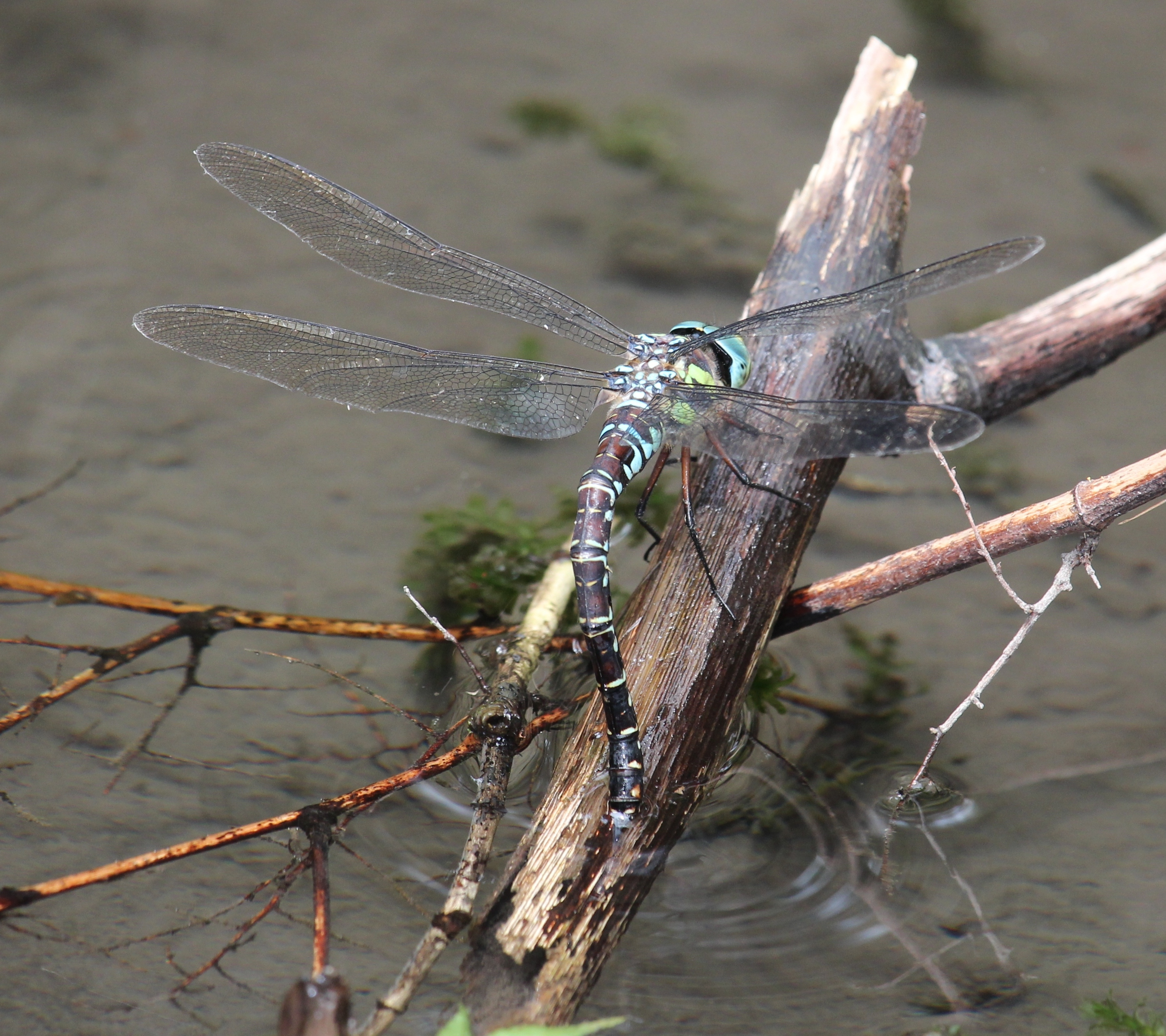
Ponte d' Aeshna crenata.

## Liste d'espèces
Ce genre comprend les 32 espèces suivantes :
- Aeshna affinis Van der Linden, 1820
- Aeshna athalia Needham, 1930
- Aeshna baicalensis Belyshev, 1964
- Aeshna caerulea (Ström, 1783)
- Aeshna canadensis Walker, 1908
- Aeshna clepsydra Say, 1839
- Aeshna constricta Say, 1839
- Aeshna crenata Hagen, 1856
- Aeshna cyanea (Müller, 1764)
- Aeshna eremita Scudder, 1866
- Aeshna flavifrons Lichtenstein, 1976
- Aeshna frontalis Navás, 1936
- Aeshna grandis (Linnaeus, 1758)
- Aeshna interrupta Walker, 1908
- Aeshna juncea (Linnaeus, 1758)
- Aeshna lucia Needham, 1930
- Aeshna mixta Latreille, 1805
- Aeshna osiliensis Mierzejewski, 1913
- Aeshna palmata Hagen, 1856
- Aeshna persephone Donnelly, 1961
- Aeshna petalura Martin, 1909
- Aeshna septentrionalis Burmeister, 1839
- Aeshna serrata Hagen, 1856
- Aeshna shennong Zhang & Cai, 2014
- Aeshna sitchensis Hagen, 1861
- Aeshna subarctica Walker, 1908
- Aeshna tuberculifera Walker, 1908
- Aeshna umbrosa Walker, 1908
- Aeshna verticalis Hagen, 1861
- Aeshna viridis Eversmann, 1836
- Aeshna walkeri Kennedy, 1917
- Aeshna williamsoniana Calvert, 1905

ainsi que Aeshna isosceles (Müller 1767)

### Espèces fossiles
Les espèces fossiles selon Fossilworks s'établissent à :

#### Aeschna
- †Aeschna acrodonta Chang & Sun, 2005
- †Aeschna dido Hagen, 1863
- †Aeschna ollivieri Nel, 1986[5]
- †Aeschna vosendorfensis Papp & Mandl, 1951[5]

#### Aeshna
- †Aeshna andancensi Nel & Brisac, 1994
- †Aeshna cerdanica Nel & Martínez-Delclòs, 1994
- †Aeshna forficatum Li et al., 2011
- †Aeshna ghiandonii Gentilini & Peters, 1993
- †Aeshna heterofasciata Théobald, 1937
- †Aeshna ignivora Zhang, 1989
- †Aeshna larvata Scudder, 1890
- †Aeshna messiniana Gentilini & Peters, 1993
- †Aeshna multicellulata Gentilini & Peters, 1993
- †Aeshna oligocenica Nel, 1994
- †Aeshna ollivieri Nel, 1986
- †Aeshna paleocyanea Nel, 1987
- †Aeshna shanwangensis Li et al., 2011
- †Aeshna solida Scudder, 1890
- †Aeshna stavropolensis Nel et al., 2005
- †Aeshna theobaldi Piton, 1935
- †Aeshna turoliana Riou & Nel, 1995
- †Aeshna tyche Heer, 1849
- †Aeshna voesendorfensis Papp & Mandl, 1951
- †Aeshna zlatkokvaceki Prokop et al., 2016[5]